# Magisterio de la Iglesia
El magisterio de la Iglesia (latín Magisterium Ecclesiae) es la expresión con que la Iglesia católica se refiere a la función y autoridad de enseñar que tienen el papa (magisterio pontificio) y los obispos que están en comunión con él. 
Dice el Catecismo de la Iglesia católica: "El oficio de interpretar auténticamente la palabra de Dios, oral o escrita, ha sido encomendado sólo al magisterio vivo de la Iglesia, el cual lo ejercita en nombre de Jesucristo" (DV 10), es decir, a los obispos en comunión con el sucesor de Pedro, el obispo de Roma." (nro 85).
Dentro del magisterio eclesiástico se distinguen:
1. el magisterio solemne (o extraordinario): es ejercido por un concilio ecuménico o por el papa cuando define ex cathedra una doctrina de fe. Según la doctrina católica, el magisterio solemne es infalible (no puede contener error) e incluye las enseñanzas excathedra de los papas y de los concilios convocados y presididos por él.
2. el magisterio ordinario: también llamado magisterio ordinario y universal, es el ejercido habitualmente por el papa y por los obispos que se hallan en comunión con él en sus respectivas diócesis; también por los concilios en cuestiones de índole pastoral (que no involucran enseñanzas infalibles), y por las conferencias episcopales.

Aunque se insta a los fieles católicos a creer y proclamar no solo el magisterio solemne, sino también el magisterio ordinario, cabe que decisiones ulteriores del magisterio alteren o contradigan el contenido anterior de este último. Dice el Código de Derecho Canónico: Se ha de creer con fe divina y católica todo aquello que se contiene en la palabra de Dios escrita o transmitida por tradición, es decir, en el único depósito de la fe encomendado a la Iglesia, y que además es propuesto como revelado por Dios, ya sea por el magisterio solemne de la Iglesia, ya por su magisterio ordinario y universal, que se manifiesta en la común adhesión de los fieles bajo la guía del sagrado magisterio; por tanto, todos están obligados a evitar cualquier doctrina contraria. (Canon 750, libro III)
La obligación del fiel católico es creer y defender activamente todo lo que enseña el magisterio eclesiástico sagrado, «con la plenitud de su fe», y también lo que enseña el magisterio ordinario, pero con un grado menor. Puede leerse en los Ejercicios espirituales de Ignacio de Loyola, fundador de la Compañía de Jesús (jesuitas):

Debemos siempre tener, para en todo acertar, que lo blanco que yo veo, creer que es negro, si la Iglesia jerárquica así lo determina, creyendo que entre Cristo nuestro Señor, esposo, y la Iglesia su esposa, es el mismo espíritu que nos gobierna y rige para la salud de nuestras ánimas, porque por el mismo Espíritu y Señor nuestro, que dio los diez Mandamientos, es regida y gobernada nuestra Santa Madre Iglesia.
Ignacio de Loyola, Ejercicios espirituales, 365

Según el teólogo jesuita Javier Melloni, estas palabras no significan negar la realidad por sometimiento a una autoridad externa, sino ser capaz de renunciar a creer que se tiene la verdad absoluta. Según el espíritu ignaciano, se trata de un complemento de las reglas de discernimiento: es signo de estar animado por el buen espíritu poner en cuestión las propias evidencias si éstas conducen a romper la comunión con la Iglesia.